# ボビー中西
ボビー中西（ボビーなかにし、Bobby Nakanishi）は、日本の演技講師、演出家、俳優、作家。1968年生まれ。千葉県柏市出身。本名は中西正康。株式会社BNAW(Bobby Nakanishi Acting Workshop)代表取締役。滞米20年。多くのハリウッドスターが所属するNYアクターズ・スタジオの日本人で二人目の生涯会員、全米映画・舞台俳優組合員であり、東京大学、大手事務所などで演技講師を務める。

## 略歴・人物
1987年にコント赤信号に弟子入り。1990年にニューヨーク市に単身渡米。トム・クルーズを教えたフィル・ガシーのもとでマイズナーテクニックを学び始め、ネイバーフッド・プレイハウスに入学し、サンフォード・マイズナーから直接演技指導を受ける。1995年に日本人として2人目となるニューヨークアクターズ・スタジオの生涯会員になる。1998年に全米俳優組合（SAG）に、2001年に舞台俳優組合（AEA）に入会。2007年にBNAW・ボビー中西アクティングワークショップをスタートし、2011年より拠点を日本に移し、新国立劇場演劇研修所や渡辺ミュージカル芸術学院や大手芸能事務所で演技講師として活躍。東京大学や九州大谷短期大学でも非常勤講師を行う。また、関西テレビ×ボビー中西『芝居の学校』in大阪やワタナベエンターテインメント×角川ドワンゴ学園など俳優養成学校立ち上げも行っている。現在までに子役、高校生、ダンサー、ミュージシャン、ミュージカル俳優、アイドル、ハリウッド俳優、アカデミー賞ノミネート俳優など、多くの日本、世界で活躍をする俳優を指導している。その数は、延べ8000人を超す。

## 出演（演技講師として）
- 情熱大陸　森田望智放映回(毎日放送）
- ピーチケパーチケ(関西テレビ）
- OH!舞DA PUMP!!(dTVチャンネル）
- 市川海老蔵に、ござりまする 2022（日本テレビ）

## 演出作品
- 岸田國士・作「命を弄ぶ男ふたり」New York Where eagles dare studio
- 清水邦夫・作「楽屋」New York Beckmann Theater
- 土田英生・作「初恋」ウエストエンドスタジオ
- テネシー・ウィリアムズ・作　三島由紀夫に捧げた「男が死ぬ日」リーディング公演 （出演：古畑新之、本多章一、菊地凛子）
- 鄭義信・作「杏仁豆腐のココロ」ウッディシアター中目黒
- テネシー・ウィリアムズ・作　三島由紀夫に捧げた「男が死ぬ日」シアター倉 / バッカーズ演劇奨励賞プロデュース賞

## 著作
- 『リアリズム演技』而立書房